# Lillehem (naturreservat)
Lillehem är ett naturreservat i anslutning till byn Lillehem i Kristianstads kommun i Skåne län.
Området är naturskyddat sedan 2015 och är 77 hektar stort. Reservatet består av betesmarker, ädellövskog, vattendrag och den ovanliga naturtypen sandstäpp. 
I naturreservatet finns även ett rikkärr. I rikkärrets kalkrika miljö lever bland annat den sällsynta kalkgrynssnäckan. På våren blommar majvivor i kärret.
Blåvingeleden, en 9 km lång vandringsled, binder ihop Lillehem med de intilliggande naturreservaten Maglehem, Kumlan och Drakamöllan.